# Jody Gage
Joseph William Gage (Toronto, 29 novembre 1959) è un ex hockeista su ghiaccio e dirigente sportivo canadese.
A cavallo fra gli anni 1980 e 1990 fu uno degli attaccanti più prolifici della American Hockey League, tanto da essere incluso nella Hall of Fame.

## Carriera

### Giocatore
Gage giocò a livello giovanile nella Ontario Hockey Association per tre stagioni con le maglie dei St. Catharines Fincups, divenuti poi Hamilton Fincups, e dei Kitchener Rangers. In occasione dell'NHL Entry Draft 1979 fu selezionato al terzo giro dai Detroit Red Wings.
Esordì fra i professionisti nella stagione 1979-1980 dividendosi fra gli Adirondack Red Wings nell'American Hockey League e i Kalamazoo Wings in International Hockey League. Nel suo esordio in AHL l'11 ottobre 1979 fu autore di quattro reti nel successo per 8-3 sugli Hershey Bears. Nella stagione successiva fece il proprio esordio con i Red Wings in National Hockey League mentre con Adirondack conquistò la Calder Cup.
Prima della stagione 1985-86 Gage divenuto free agent firmò un contratto con i Buffalo Sabres per poi essere assegnato al farm team in AHL dei Rochester Americans. Nelle stagioni successive sarebbe divenuto una delle icone della franchigia stabilendo numerosi record personali. Nel suo esordio con la maglia degli Americans segnò nuovamente quattro reti contro Hershey. Nelle dieci stagioni disputate Gage stabilì il record per numero di gare giocate, reti, assist e punti totali. Gage nella stagione 1987-88 vinse il Les Cunningham Award dopo aver segnato 60 reti nella stagione regolare. A Rochester nel 1987 conquistò la seconda Calder Cup in carriera, oltre a giungere in finale per tre anni nel 1990, 1991 e 1993.
Gage, soprannominato dai tifosi "Mr. Amerk", si ritirò al termine della stagione 1995-1996 dopo aver giocato 1.153 partite in AHL con un bottino di 1.160 punti e sette stagioni con oltre 40 reti messe a segno. In NHL giocò invece 68 partite con Detroit e Buffalo per un totale di 29 punti.

### Dirigente
Subito dopo il ritiro dall'hockey giocato Gage accettò il ruolo di assistente general manager assistendo alla vittoria di Rochester della Calder Cup 1996 contro i campioni in carica dei Portland Pirates.
Gage fu nominato nel 1996 nuovo General Manager della squadra. Sotto la sua guida la formazione newyorkese vinse cinque titoli di division e un Macgregor Kilpatrick Trophy arrivando inoltre per due volte alla finale di Calder Cup. Nel 2006 Gage fu uno dei primi ad essere inserito nella AHL Hall of Fame per il suo contributo da giocatore. Lasciò il proprio incarico da dirigente il 13 maggio 2009.

## Palmarès

### Club
- Calder Cup: 2

Adirondack: 1980-1981
Rochester: 1986-1987

### Individuale
- AHL Hall of Fame: 1

2006
- Les Cunningham Award: 1

1987-1988
- AHL All-Star Classic: 1

1995
- AHL First All-Star Team: 3

1985-1986, 1987-1988, 1990-1991